# Romana Jerković
Romana Jerković (ur. 28 listopada 1964 w Splicie) – chorwacka polityk, samorządowiec, lekarka i nauczycielka akademicka, profesor, posłanka krajowa, deputowana do Parlamentu Europejskiego IX i X kadencji.

## Życiorys
Ukończyła studia na wydziale lekarskim Uniwersytetu w Rijece. W 1998 uzyskała doktorat na Uniwersytecie Padewskim. W 2003 została profesorem nadzwyczajnym, a w 2010 profesorem zwyczajnym na Uniwersytecie w Rijece. Specjalizowała się w anatomii, kształciła się też m.in. w zakresie biomedycyny. Kierowała kilkoma krajowymi i międzynarodowymi projektami badawczymi, uzyskała członkostwo w różnych stowarzyszeniach naukowych, a także została współautorką książek z zakresu anatomii. Zasiadała w radach nadzorczych szpitali i organizacji medycznych.
W 1999 została członkinią Socjaldemokratycznej Partii Chorwacji. Zasiadała we władzach partii w Rijece i żupanii primorsko-gorskiej, a także w zarządzie organizacji kobiecej SDP. W 2016 weszła w skład władz krajowych ugrupowania. Od 2004 do 2005 była członkinią władz Rijeki odpowiedzialną za zdrowie i sprawy społeczne, a od 2005 do 2009 pozostawała wiceburmistrzem miasta.
W wyborach parlamentarnych w 2007, 2011 i 2016 uzyskiwała mandat deputowanej do Zgromadzenia Chorwackiego, była tam m.in. przewodniczącą komisji ds. zdrowia i polityki społecznej. Reprezentowała Chorwację w Zgromadzeniu Parlamentarnym Rady Europy. Od kwietnia 2012 do czerwca 2013 miała status obserwatorki w Parlamencie Europejskim. W gremium tym zasiadała w Komisji Ochrony Środowiska Naturalnego, Zdrowia Publicznego i Bezpieczeństwa Żywności, przystąpiła do frakcji Postępowego Sojuszu Socjalistów i Demokratów (S&D).
W 2019 uzyskała mandat posłanki do PE IX kadencji, jednak jego objęcie zostało zawieszone do czasu brexitu. Ostatecznie w Europarlamencie zasiadła w lutym 2020. W 2024 z powodzeniem ubiegała się o reelekcję.

## Odznaczenia
Została odznaczona m.in. Orderem Gwiazdy Solidarności Włoskiej.